# Loïc Damour
Loïc Damour (* 8. Januar 1991 in Chantilly) ist ein französischer ehemaliger Fußballspieler.

## Karriere

### Verein
Loïc Damour begann seine Karriere 1998 bei AS Breuil-le-Vert, doch noch im selben Jahr ging er zu RC Clermont. Nachdem er zwischen 2000 und 2004 bei US Chantilly aus seiner Heimatstadt gespielt hatte, kam er in die INF Clairefontaine, wo auch Spieler wie Hatem Ben Arfa und Issiar Dia ausgebildet wurden. 2007 wechselte er in die Jugendabteilung von Racing Straßburg und spielte abwechselnd auch in der zweiten Mannschaft. Im April 2008 unterzeichnete er seinen ersten Profivertrag, der bis Juni 2011 datiert war. Nachdem er eine Saison bei der B-Mannschaft aktiv gewesen war, kam er in den Profikader und bekam die Trikotnummer 26. Am 4. August 2008 absolvierte er in einem Ligue-2-Spiel gegen den HSC Montpellier sein Profidebüt, wo er als Einwechselspieler ins Spiel kam. Am 26. Oktober 2009 verlängerte er einen noch bestehenden Vertrag bis zum Jahr 2013.
Im August 2019 wechselte er zum schottischen Erstligisten Heart of Midlothian.

### Nationalmannschaft
Damour durchlief von der U-16 angefangen jede Jugendnationalmannschaft Frankreichs. Er war Kapitän der U-16 und nahm mit der U-17 an der U-17-Fußball-Europameisterschaft 2008 teil. Momentan spielt er für die französische U-20-Nationalmannschaft, wo er bisher zwei Spiele bestritt.